# 吴家农
吴家农（1951年6月—），男，汉族，四川岳池人，中华人民共和国政治人物，曾任重庆市人民政府副市长，重庆北部新区管委会主任，重庆市政协副主席。